# إريك كيزر
إريك كيزر (بالألمانية: Erich Keyser)‏ هو مؤرخ وأستاذ جامعي ألماني، ولد في 12 أكتوبر 1893 في غدانسك في بولندا، وتوفي في 21 فبراير 1968.